# 21e congresdistrict van Californië

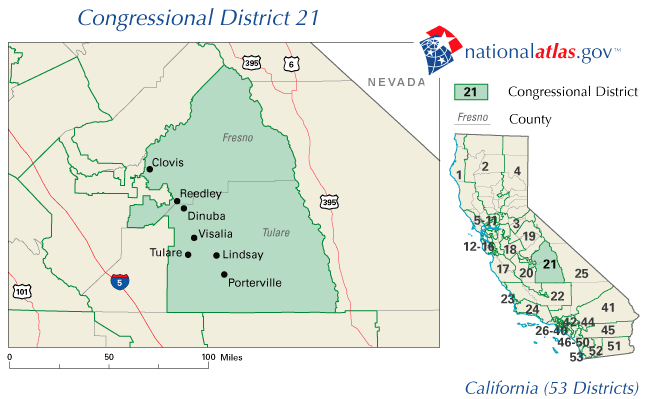
Kaart van het 21e congresdistrict van Californië

Het 21e congresdistrict van Californië, vaak afgekort als CA-21, is een kiesdistrict voor het Amerikaanse Huis van Afgevaardigden. Sinds de hertekening van congresdistricten in 2003 omvat het 21e district Tulare County en het oosten van Fresno County. De belangrijkste plaatsen in het district zijn Clovis, Dinuba, Lindsay, Porterville, Reedley, Tulare, Visalia, die allemaal in de vruchtbare San Joaquin Valley liggen. Ongeveer 80% van de bevolking woont in een stedelijke omgeving.
Het 21e district bestaat sinds 1943 en is sinds haar creatie meermaals hertekend. Zoals het geval bij de meeste congresdistricten in Californië, is het district steeds noordelijker komen te liggen. Oorspronkelijk lag het nabij Los Angeles.
Sinds 2003 wordt het district door de Republikein Devin Nunes vertegenwoordigd. In Nunes' vijfde verkiezing, in 2010, werd hij zonder tegenstand verkozen. In 2008, toen er een Democratische tegenstander was, haalde hij 68,4% van het totaal. Het 21e district staat bekend als een betrouwbaar Republikeins bastion. In de meest recente presidentsverkiezingen behaalden de Republikeinse kandidaten steeds de overwinning. In 2008 behaalde senator John McCain 56,3%. George W. Bush overtuigde in 2000 en 2004 respectievelijk 63,6% en 65,4% van de kiezers.